# Eutropha spenceri
Eutropha spenceri är en tvåvingeart som beskrevs av Ismay 1996. Eutropha spenceri ingår i släktet Eutropha och familjen fritflugor. Inga underarter finns listade i Catalogue of Life.